# Hasui Kawase
Hasui Kawase (川瀬 巴水, Kawase Hasui, 18 de maio de 1883 — 7 de novembro de 1957) foi um pintor japonês do final do século XIX e início do século XX. Foi um dos principais nomes do movimento artístico shin-hanga do ukiyo-e.[carece de fontes?]

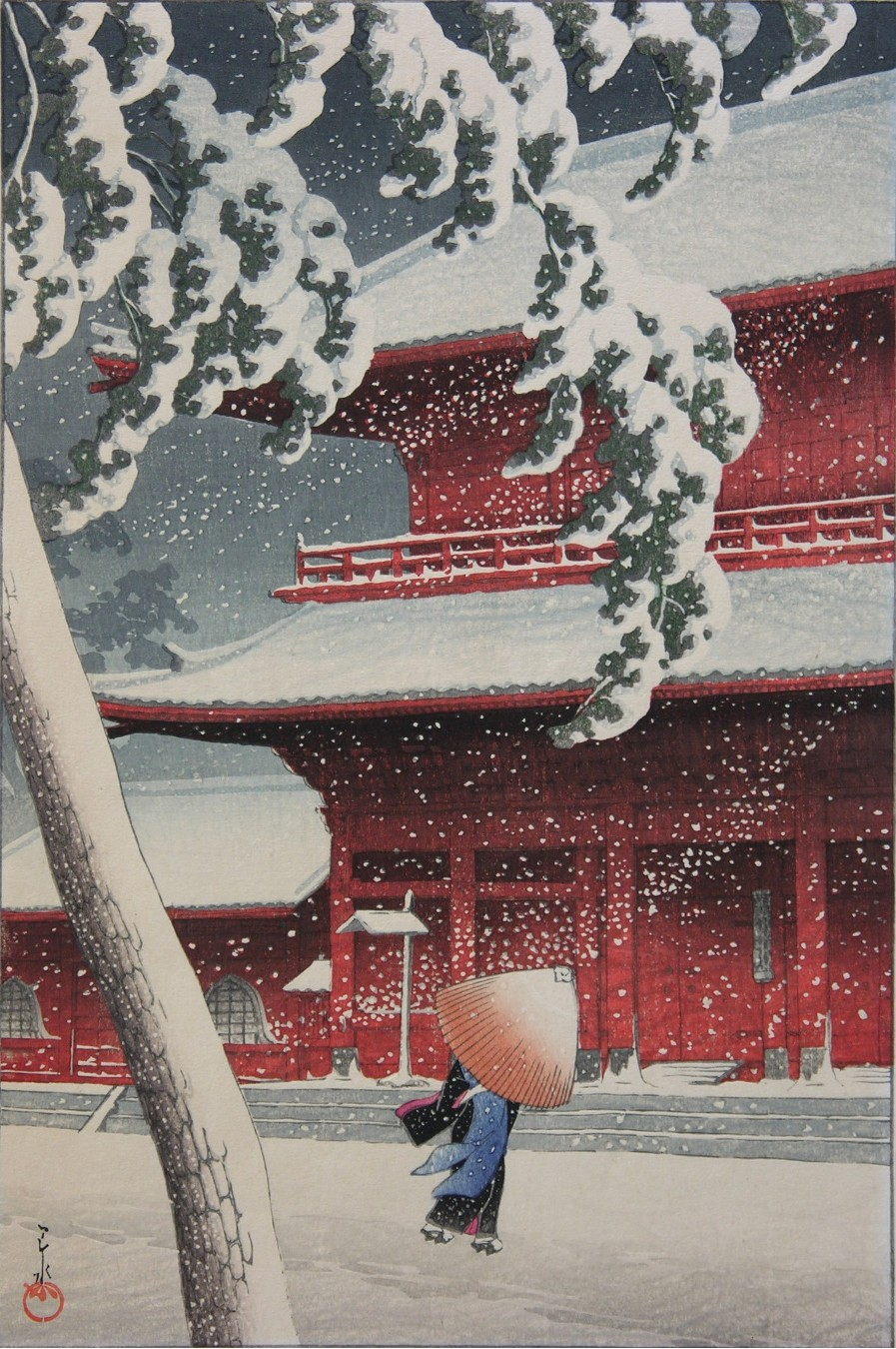
Zōjō-ji, Kawase, 1925.

Kawase trabalhou quase que exclusivamente com paisagens naturais e urbanas baseadas em esboços que fazia em Tóquio e durante suas viagens pelo país. Sua obra, entretanto, não se destaca somente por peças meishō (lugares famosos), características de grandes mestres do ukiyo-e como Hiroshige e Katsushika Hokusai, pois focavam-se em cenas tranquilas e obscuras que ele observada em locais em processo de urbanização.